# Casa Guidi Windows
Casa Guidi Windows ( in italiano "Le finestre di casa Guidi") è un poema composto dalla poetessa inglese Elizabeth Barrett Browning, diviso in due parti pubblicate rispettivamente nel 1848 e nel 1851.
Nel poema la poetessa esprime il proprio stato d'animo e le reazioni sugli avvenimenti del periodo delle proteste a Firenze, dove la stessa vive con il marito, il poeta Robert Browning, nel palazzo Guidi, da cui deriva lo stesso titolo dell'opera; la parola "windows" sta invece per le finestre dalle quali Elizabeth osserva gli avvenimenti, poiché costretta a rimanere in casa a causa di condizioni di salute abbastanza precarie.
La Browning è mossa da un accesissimo patriottismo pur non essendo italiana di nascita, tale patriottismo si ritrova in quasi tutti i versi delle due parti, che pur essendo emotivamente conseguenziali, contengono alcune discrepanze; sufficienti (come si legge nella prefazione) "a garantire la veridicità della poetessa e dei fatti che racconta". Il poema si apre con una descrizione della città di Firenze e delle sue glorie passate, tuttavia la Browning rigetta la visione di un'Italia che guarda solo al passato, affermando che bisogna guardare al presente; continua con una descrizione del clamore e della forza del popolo italiano, definendo quanto mai vicina l'Unità d'Italia. Il popolo italiano non può però farcela da solo, ha bisogno di una guida, di un supporto quello di Inghilterra ed Europa, proprio a quest'ultima si rivolge invocandone l'aiuto, aiuto che non arriverà. La poetessa esprime il suo amareggiamento per la sconfitta italiana del '48 presso Custoza; l'iniziale entusiasmo si trasformato adesso in disillusione.
Nella seconda parte la speranza di un'Italia unita non è ancora persa; Carlo Alberto potrebbe rappresentare tale speranza. La fiducia della Browning si sposta in seguito sulla figura di Napoleone III, definito nella lettera del 1852 "my Hero". Verso la fine del 1859, sembra avvicinarsi la realizzazione dell'unità, e la Browning si entusiasma a tal punto da scendere in piazza con i patrioti, gesto che le costerà non pochi peggioramenti del suo fragile stato di salute. Esprime rabbia e furore nei confronti del governo inglese, scrivendo una lettera a John Ruskin, parlando di una "offesa" della causa italiana. Ciononostante l'iniziale fiducia riposta in Napoleone III, crollerà con la firma della Pace di Villafranca generando una profonda ferita che comprometterà psicologicamente e fisicamente, questa eroina della causa italiana.